# جيمس إي. ماكدونالد
جيمس إي. ماكدونالد هو سياسي كندي، ولد في 5 يناير 1842، وتوفي في 1 أكتوبر 1903.